# HMNB Portsmouth

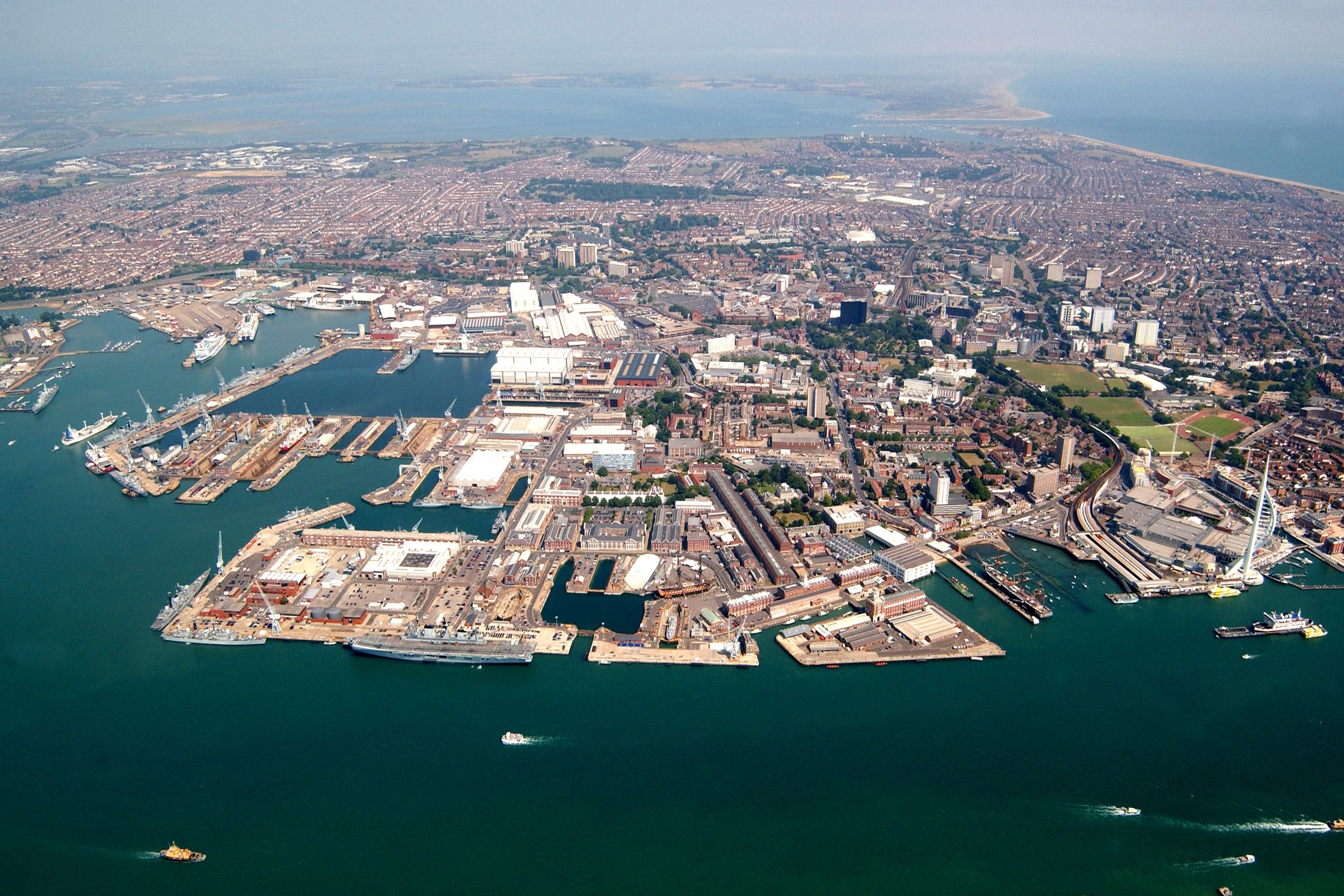
Flygbild över HMNB Portsmouth från 2005.

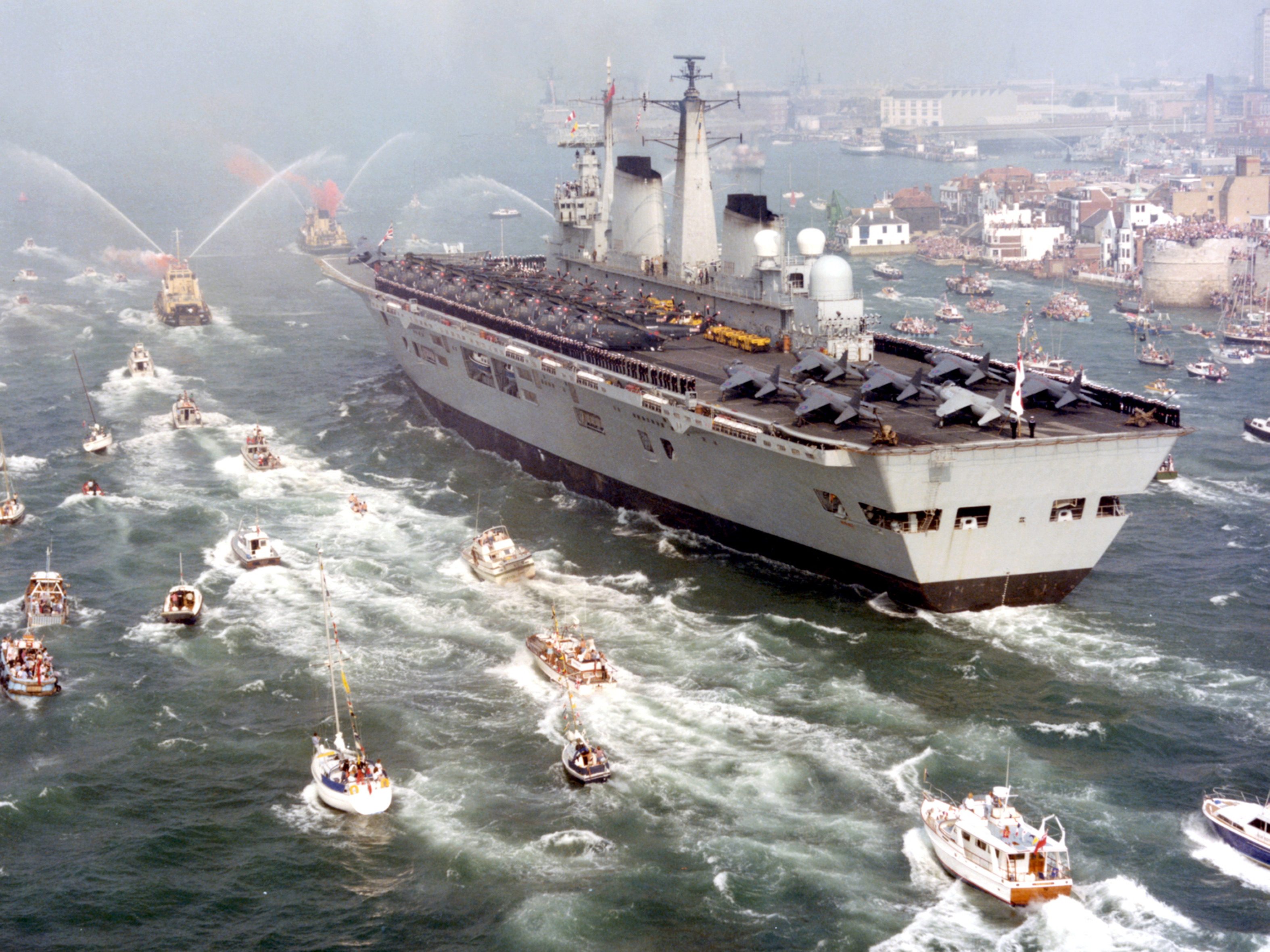
HMS Invincible återvänder till Portsmouth efter Falklandskriget, 17 september 1982.

HMNB Portsmouth (förkortning för His Majesty's Naval Base Portsmouth; även känd som HMS Nelson) är en militär anläggning med örlogshamn och örlogsvarv för Storbritanniens marin och flotta i Portsmouth på Englands sydkust vid Engelska kanalen. HMNB Portsmouth är en av tre huvudbaser för örlogsflottan i Storbritannien: de andra två är HMNB Clyde i Skottland och HMNB Devonport i Devon i sydvästra England.
Basen i Portsmouth är hemmahamn för två tredjedelar av den brittiska flottans ytstridsfartyg, inklusive de två hangarfartygen HMS Queen Elizabeth och HMS Prince of Wales, samt för flera typ 45-jagare och fregatter i typ 23-klass.

## Bakgrund

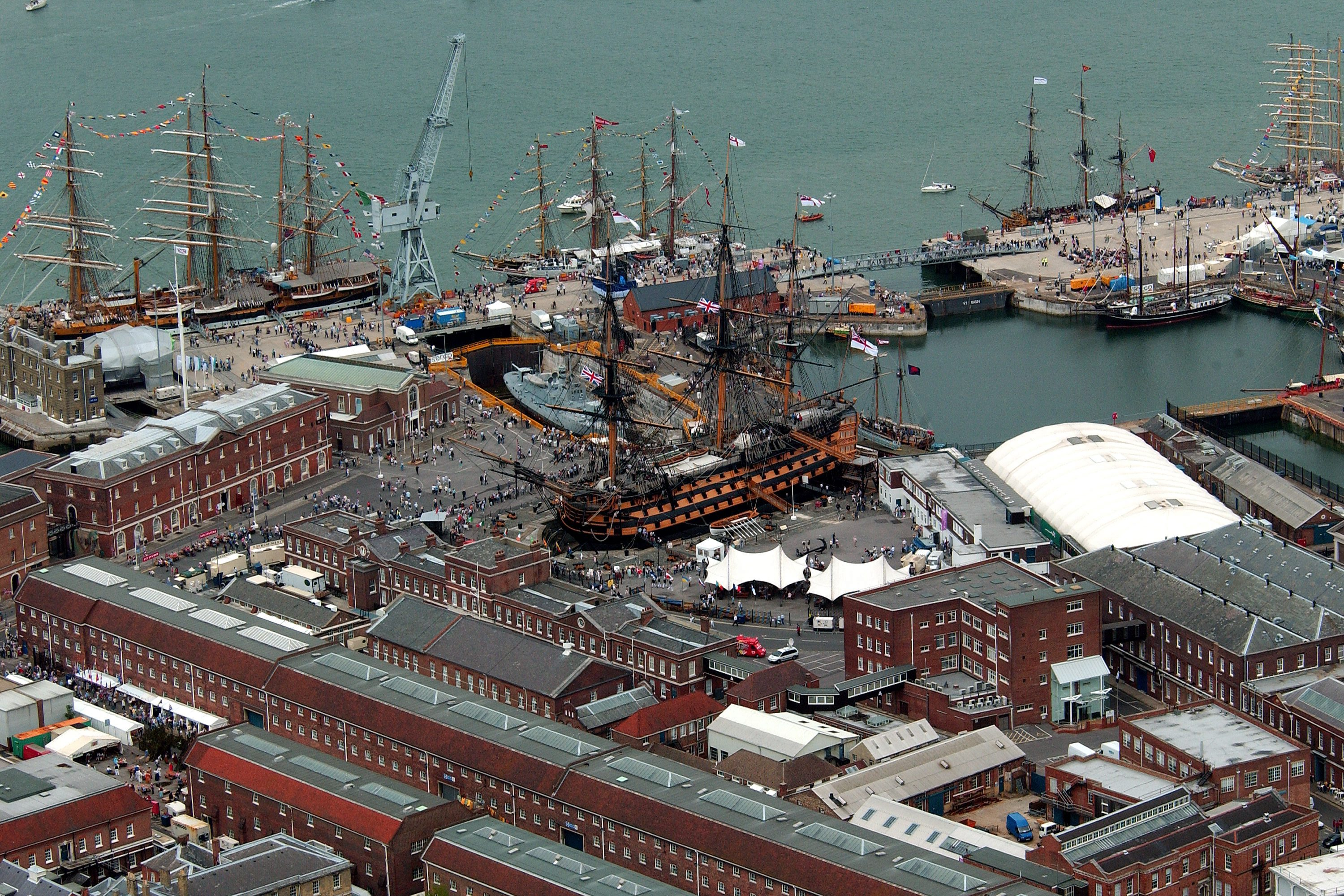
Linjeskeppet HMS Victory, som var Horatio Nelsons flaggskepp i slaget vid Trafalgar 1805.

På platsen byggdes år 1495 världens första torrdocka. Under mitten av 1800-talet var örlogsvarvet världens då största industrianläggning. 1913 sjösattes slagskeppet HMS Queen Elizabeth som var det första oljeeldade örlogsfartyget (tidigare fartyg eldades med stenkol).
Varvsverksamheten med fartygsunderhåll på platsen utförs av BAE Systems Maritime, ett helägt dotterbolag till försvarsindustriföretaget BAE Systems.

## Besöksmål

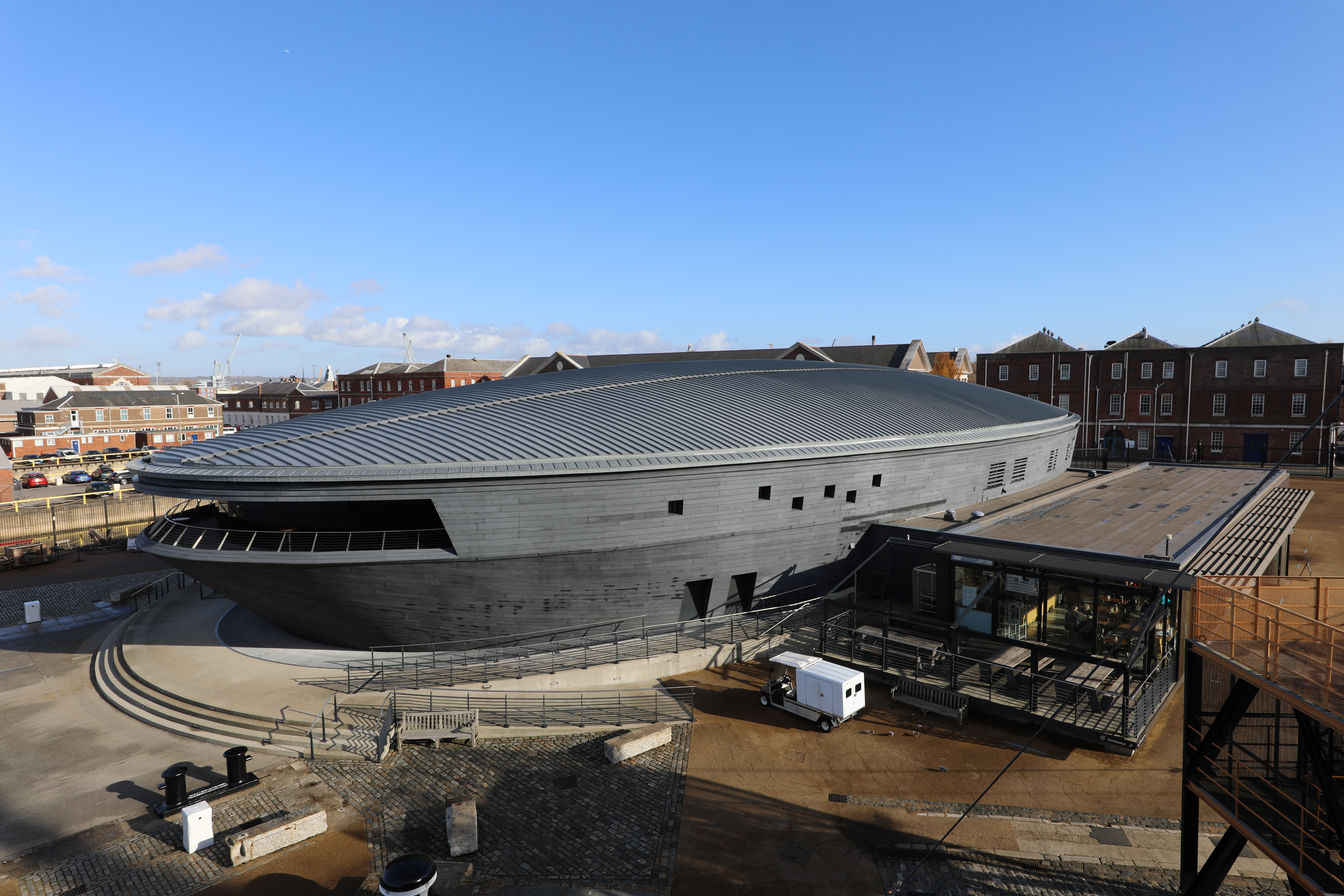
Mary Rose Museum, invigt 2018, där de bärgade resterna av 1500-talsskeppet Mary Rose visas.

Från 1985 har, genom en överenskommelse mellan Storbritanniens försvarsministerium och staden Portsmouths fullmäktige, den sydvästra delen av HMNB Portsmouth varit öppen för allmänheten som ett besöksmål vilket benämns som Portsmouth Historic Dockyard.
På området finns följande sevärdheter:
- National Museum of the Royal Navy[6]
- Mary Rose Museum[7]
- HMS Victory, linjefartyg från 1765.[8]
- HMS Warrior, ångdriven och bepansrad fregatt från 1860.[9]
- HMS M33, monitor som tjänstgjorde i medelhavet under första världskriget.[10]